# Leon Max Lederman
Leon Max Lederman (Nova Iorque, 15 de julho de 1922 — Rexburg, 3 de outubro de 2018) foi um físico estadunidense. Ele cunhou um apelido para o bóson de Higgs, a partícula descoberta em 2012 que revela as origens das massas das partículas. Lederman apelidou de "a partícula Deus" em um livro de 1993 com o mesmo nome. No entanto, Lederman disse que ele queria chamá-la de "partícula maldita", mas sua editora não deixou. Conhecido também por seu senso de humor e paixão por compartilhar ciência com o público, Lederman escreveu vários livros de divulgação científica.
Recebeu o Nobel de Física de 1988 — conjuntamente com Jack Steinberger e Melvin Schwartz — pelo método do feixe de neutrinos, e pela demonstração da estrutura de dubletos dos léptons através da descoberta do neutrino do múon. Leon Lederman vendeu o galardão para cobrir despesas de saúde.

## Morte
Lederman morreu no dia 3 de outubro de 2018, aos 96 anos, em decorrência de uma infecção generalizada e uma parada cardíaca.

## Publicações
- The God Particle: If the Universe Is the Answer, What Is the Question? by Leon M. Lederman, Dick Teresi (ISBN 0-385-31211-3)
- From Quarks to the Cosmos by Leon Lederman and David Schramm (ISBN 0-7167-6012-6)
- Portraits of Great American Scientists Leon M. Lederman, et al. (ISBN 1-57392-932-8)
- Symmetry and the Beautiful Universe Leon M. Lederman and Christopher T. Hill (ISBN 1-59102-242-8)
- What We'll Find Inside the Atom by Dr. Leon Lederman is an essay he wrote for the September 15, 2008 issue of Newsweek
- "Quantum Physics for Poets" Leon M. Lederman and Christopher T. Hill (ISBN 978-1616142339)